# جونغ سيونغ هوا
جونغ سيونغ هوا (مواليد 27 مارس 1981) هو مبارز بالسيف كوري جنوبي، مثّل بلاده في الألعاب الأولمبية الصيفية 2016.

## روابط رياضية
جونغ سيونغ هوا على موقع الاتحاد الدولي للمبارزة (الإنجليزية)
- جونغ سيونغ هوا على موقع أوليمبيديا (الإنجليزية)